# اپسیلون ماهی
اپسیلون ماهی یک ستاره است که در صورت فلکی ماهی قرار دارد.